# Али, Мохамед Варсаме
Мохамед Варсаме Али «Киимико» (сомал. Maxamed Warsame Cali "Kiimiko"; 1937 — 6 мая 2019, Найроби, Кения) — сомалийский политик и дипломат, основатель и первый президент Галмудуга.
С момента обретения независимости Сомали в 1960 году он занимал различные дипломатические посты, включая посла Сомали в США в 1980 году.
При Переходном федеральном правительстве занимал ряд постов, включая министра торговли в 2000 году, министра общественных работ в 2003 году и министра спорта и по делам молодёжи в начале 2006 года.
14 августа 2006 года Варсаме был избран президентом сформированного автономного государства Галмудуг представителями народов Мудуга и Гальгудуда.